# Cantone di Bohain-en-Vermandois
Il Cantone di Bohain-en-Vermandois è una divisione amministrativa dell'arrondissement di San Quintino con capoluogo Bohain-en-Vermandois.
A seguito della riforma approvata con decreto del 21 febbraio 2014, che ha avuto attuazione dopo le elezioni dipartimentali del 2015, è passato da 13 a 31 comuni.

## Composizione
I 13 comuni facenti parte prima della riforma del 2014 erano:
- Becquigny
- Bohain-en-Vermandois
- Brancourt-le-Grand
- Croix-Fonsomme
- Étaves-et-Bocquiaux
- Fontaine-Uterte
- Fresnoy-le-Grand
- Montbrehain
- Montigny-en-Arrouaise
- Prémont
- Ramicourt
- Seboncourt
- Serain

Dal 2015 i comuni appartenenti al cantone sono i seguenti 31:
- Aubencheul-aux-Bois
- Beaurevoir
- Becquigny
- Bellenglise
- Bellicourt
- Bohain-en-Vermandois
- Bony
- Brancourt-le-Grand
- Le Catelet
- Croix-Fonsomme
- Estrées
- Étaves-et-Bocquiaux
- Fontaine-Uterte
- Fresnoy-le-Grand
- Gouy
- Hargicourt
- Lehaucourt
- Joncourt
- Lempire
- Levergies
- Magny-la-Fosse
- Montbrehain
- Montigny-en-Arrouaise
- Nauroy
- Prémont
- Ramicourt
- Seboncourt
- Sequehart
- Serain
- Vendhuile
- Villeret